# Delphacodes simulans
Delphacodes simulans är en insektsart som först beskrevs av Walker 1851.  Delphacodes simulans ingår i släktet Delphacodes och familjen sporrstritar. Inga underarter finns listade i Catalogue of Life.